# Tethyaster vestitus
Tethyaster vestitus är en sjöstjärneart som först beskrevs av Thomas Say 1825.  Tethyaster vestitus ingår i släktet Tethyaster och familjen kamsjöstjärnor.

## Underarter
Arten delas in i följande underarter:
- T. v. magnificus
- T. v. vestitus